# Italie aux Jeux olympiques d'hiver de 1992
L'Italie participe aux Jeux olympiques d'hiver de 1992, organisés à Albertville en France. Cette nation prend part aux Jeux olympiques d'hiver pour la seizième fois de son histoire. La délégation italienne, formée de 107 athlètes (79 hommes et 28 femmes), remporte 14 médailles (4 d'or, 6 d'argent et 4 de bronze) et se classe au sixième rang du tableau des médailles.

## Médaillés
| Médaille | Nom                                                                | Discipline  | Épreuve                         |
| -------- | ------------------------------------------------------------------ | ----------- | ------------------------------- |
| Or       | Deborah Compagnoni                                                 | Ski alpin   | Super-G femmes                  |
| Or       | Josef Polig                                                        | Ski alpin   | Combiné hommes                  |
| Or       | Alberto Tomba                                                      | Ski alpin   | Slalom géant hommes             |
| Or       | Stefania Belmondo                                                  | Ski de fond | 30 kilomètres femmes            |
| Argent   | Alberto Tomba                                                      | Ski alpin   | Slalom hommes                   |
| Argent   | Gianfranco Martin                                                  | Ski alpin   | Combiné hommes                  |
| Argent   | Marco Albarello                                                    | Ski de fond | 10 kilomètres hommes            |
| Argent   | Stefania Belmondo                                                  | Ski de fond | Poursuite 10 kilomètres femmes  |
| Argent   | Maurilio De Zolt                                                   | Ski de fond | 50 kilomètres hommes            |
| Argent   | Giuseppe Puliè Marco Albarello Giorgio Vanzetta Silvio Fauner      | Ski de fond | Relais hommes 4 × 10 kilomètres |
| Bronze   | Hansjörg Raffl Norbert Huber                                       | Luge        | Double hommes                   |
| Bronze   | Bice Vanzetta Manuela Di Centa Gabriella Paruzzi Stefania Belmondo | Ski de fond | Relais femmes 4 × 5 kilomètres  |
| Bronze   | Giorgio Vanzetta                                                   | Ski de fond | 50 kilomètres hommes            |
| Bronze   | Giorgio Vanzetta                                                   | Ski de fond | Poursuite 15 kilomètres hommes  |